# Non expedit
Non expedit (en español: “no conviene”) es una disposición de la Santa Sede con la cual, por primera vez en 1868 se desaconsejó a los católicos italianos que participaran en las elecciones políticas del país y, por extensión, que participaran en la vida política italiana.

## Historia
Esta disposición fue expresada en varias ocasiones por diversos organismos vaticanos:
- el 30 de enero de 1868, tras petición de los obispos de Piamonte que preguntaban si era lícito para los católicos participar en las elecciones políticas, la Sagrada Congregación para los Asuntos eclesiásticos extraordinarios respondió con un non expedit, es decir, que no era conveniente;
- el 9 de noviembre de 1870, tras la caída de Roma y en concomitancia con las elecciones políticas del 5 de diciembre, la Sagrada Penitenciaría se expresó del mismo modo;[1]
- luego la Sagrada Penitenciaría confirmó el non expedit en una comunicación a los obispos italianos del 10 de septiembre de 1874;
- el Papa Pío IX expresó varias veces el mismo concepto:[1] el 18 de junio de 1874 en un discurso a las Opere Cattoliche; el 11 de octubre del mismo año en un discurso a las mujeres católicas del círculo romano de Santa Melania; el 21 de diciembre siguiente en una alocución al Colegio cardenalicio; el 25 de noviembre de 1876 en un breve enviado al Congreso Católico de Bolonia; el 29 de enero de 1877 en un breve enviado al presidente de la Juventud Católica;
- la intervención más decisiva fue la del Santo Oficio, en julio de 1886, durante el pontificado de León XIII, que se expresó con la fórmula: non expedit prohibitionem importat.

En estos documentos, la prohibición de participar en la vida política del país estaba motivada por el hecho de que al hacerlo, se reconocía al nuevo Estado italiano una legitimidad que los pontífices, al menos hasta Pío X, no concedían, tras perder a causa de la unidad de Italia el poder temporal que era considerado de derecho divino y absolutamente necesario para la independencia del Papa.
Durante los pontificados de Pío X, de Benedicto XV y de Pío XI se dio una distensión y un gradual acercamiento. De hecho, las afirmaciones de los socialistas provocaron la alianza entre católicos y liberales moderados (Giolitti) en varias elecciones administrativas, llamada clerico-moderatismo. Signo de estos cambios es la encíclica Il fermo propósito de 1905, que aunque mantenía el non expedit, permitía algunas excepciones, que luego se multiplicaron: algunos católicos entraron así en el parlamento pero solo a título personal.
En 1913, con el Pacto Gentiloni, se dio la victoria del clérico-moderatismo, que pasó del aspecto administrativo al político. Los católicos dieron sus votos a los candidatos liberales que habían adherido a algunos puntos programáticos (libertad de enseñanza, oposición al divorcio, etc.); a su vez los liberales prometieron su apoyo a algunos candidatos católicos.
En 1919 Benedicto XV abrogó definitiva y oficialmente el non expedit, ya muerto en la práctica desde hacía tiempo; esto permitió el nacimiento del Partido Popular Italiano, pensado ya en el año 1905 por don Luigi Sturzo como partido de inspiración católica, pero aconfesional, independiente teóricamente de la jerarquía en sus opciones políticas.